# 友野氏
友野氏（とものし）は、戦国時代から江戸時代にかけて活躍した駿府（現在の静岡県静岡市）の商人。今川氏・武田氏・徳川氏の商人頭・御用商人として活躍し、江戸時代には当主は友野 與左衛門（与左衛門・よざえもん）と称して、駿府の町年寄を務めた。
祖先は信濃国伴野荘出身と伝えられているが、詳細は不詳。その活動が確認できるのは、天文22年（1553年）に今川義元が友野二郎兵衛に発給した判物である。それによれば、友野氏はこれ以前より駿府の商人頭で、友野座と呼ばれる座の棟梁として駿河国各地の木綿商人から木綿役を徴収し、他の座が友野氏に新規の課役をかけることを禁じる特権を与える代わりに、友野氏の本拠である駿府の今宿から京都に向けて搬出される荷物に今川氏に代わって駄別3貫文の路銀を徴収し、搬出荷物の点検と許可札の交付、他国商人の駿府往来や居住に関する取締を行うなどの今川氏への奉公を行っていた。また、酒や胡麻油、茜、米の取引などにも関わった他、今川氏や周辺大名から半手の特権を認められ、領域をまたぐ取引も認められていた。この権限は跡を継いだ友野宗善（次郎右兵衛尉）に継承され、今川氏が没落し、駿府の支配者が武田氏・徳川氏・中村氏と推移しても地位と特権が保証された。
江戸時代に入ると、徳川家康が駿府城に大御所として戻るとともに町の再整備が進められ、友野宗善は彦坂光正を助けて駿府の町割りを遂行した。その功績によって友野氏は駿府の町年寄に任ぜられ、長崎の糸割符の一員に加えられた。江戸時代の友野氏は駿府で呉服商を主な業務とし、当主は代々與左衛門（与左衛門）を称した。明暦2年（1656年）、当時の與左衛門は安倍川の治水と新田開発に私財を投じ、後に「与左衛門新田」と呼ばれるが、洪水対策などで私財を使い果たし、家運が傾いたと伝えられている。ただし、この新田開発は享保2年（1717年）のことであるとする説もある。いずれにしても、18世紀前期には家業の衰えとともに御用商人としての特権を喪失することになった。